# Totolapa (kommun)
Totolapa är en kommun i Mexiko.   Den ligger i delstaten Chiapas, i den sydöstra delen av landet, 800 km öster om huvudstaden Mexico City.
Följande samhällen finns i Totolapa:
- Totolapa
- Ponciano Arriaga
- Villa de Guadalupe
- Santa Cecilia
- Nuevo Dolores
- El Paraíso